# Saint-Saturnin-lès-Apt
Pour les articles homonymes, voir Saint-Saturnin.
Saint-Saturnin-lès-Apt est une commune française située dans le département de Vaucluse, en région Provence-Alpes-Côte d'Azur.

## Géographie
Située à environ 350 m d'altitude, l'agglomération actuelle est bâtie sur un site de rupture de pente, au point de contact entre les confins septentrionaux des terrains agricoles de la vallée du Calavon et les premiers contreforts des Monts de Vaucluse. Le hameau (aujourd'hui déserté) de Travignon (924 m), à plusieurs kilomètres au nord-est du village actuel est le témoin d'une occupation autrefois plus dense du territoire communal actuel.

### Accès et transport
Le village de Saint-Saturnin-lès-Apt est adossé à un des flancs des Monts de Vaucluse, face à la vallée nord du massif du Luberon. Il est situé à 50 km d'Avignon, 19 km de Gordes par la route départementale 2 et 9 km d'Apt par la route départementale 943.
La gare TGV la plus proche est la gare d'Avignon TGV. La commune est desservie par les sorties de l'autoroute A7 à Avignon sud ou Cavaillon.

### Relief

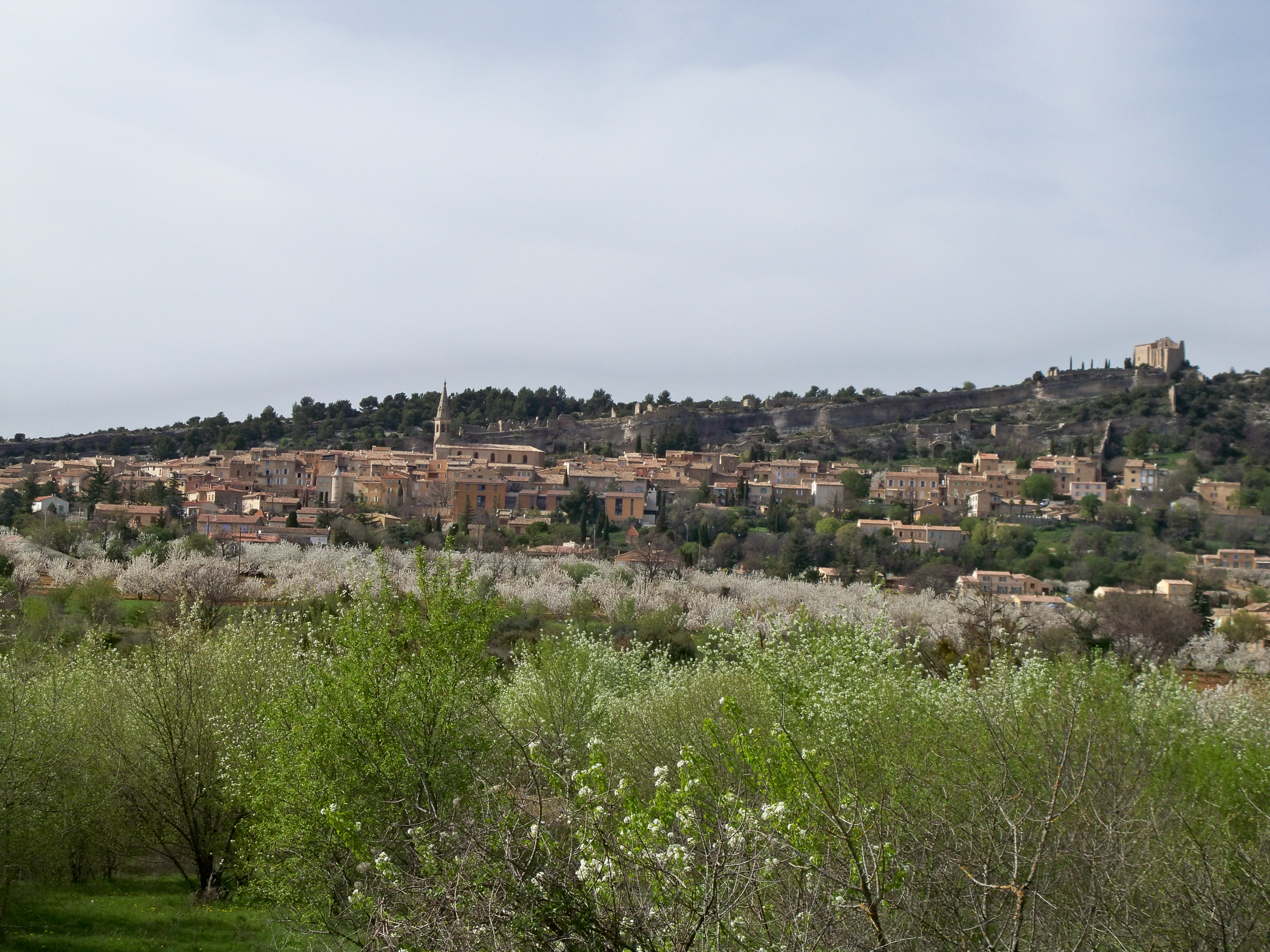
Plaine au pied du village, ceriseraie au premier plan.

La commune, partie de la zone du parc naturel régional du Luberon, est la plus étendue du canton d'Apt avec un peu moins de 80 km2. Son relief est assez important. Environ un tiers de la commune est situé entre 250 et 400 m d’altitude (+/- la partie sud de la commune). C'est la partie agricole, mais aussi la partie la plus occupée (lotissements récents et une trentaine de hameaux). Le reste, entre 400 et 1 100 m, est composé de garrigues, de bois de chênes ou de résineux, et d'un peu d'amandiers, de lavandes, etc.

### Sismicité
Les cantons de Bonnieux, Apt, Cadenet, Cavaillon, et Pertuis sont classés en zone Ib (risque faible). Tous les autres cantons du département de Vaucluse, dont celui de l'Isle-sur-la-Sorgue auquel appartient la commune, sont classés en zone Ia (risque très faible). Ce zonage correspond à une sismicité ne se traduisant qu'exceptionnellement par la destruction de bâtiments.

### Hydrographie
La commune possède un réservoir de 4 300 m3 pour l'irrigation. L'eau provient du canal de Provence et traverse le Luberon par un tunnel.

### Climat
Pour des articles plus généraux, voir Climat de Provence-Alpes-Côte d'Azur et Climat de Vaucluse.
En 2010, le climat de la commune est de type climat méditerranéen altéré, selon une étude du Centre national de la recherche scientifique s'appuyant sur une série de données couvrant la période 1971-2000. En 2020, Météo-France publie une typologie des climats de la France métropolitaine dans laquelle la commune est dans une zone de transition entre le climat de montagne et le climat méditerranéen et est dans la région climatique Provence, Languedoc-Roussillon, caractérisée par une pluviométrie faible en été, un très bon ensoleillement (2 600 h/an), un été chaud (21,5 °C), un air très sec en été, sec en toutes saisons, des vents forts (fréquence de 40 à 50 % de vents > 5 m/s) et peu de brouillards. 
Pour la période 1971-2000, la température annuelle moyenne est de 12,8 °C, avec une amplitude thermique annuelle de 16,3 °C. Le cumul annuel moyen de précipitations est de 786 mm, avec 5,9 jours de précipitations en janvier et 3,1 jours en juillet. Pour la période 1991-2020, la température moyenne annuelle observée sur la station météorologique installée sur la commune est de 14,0 °C et le cumul annuel moyen de précipitations est de 709,7 mm. 
La température maximale relevée sur cette station est de 43,7 °C, atteinte le 28 juin 2019 ; la température minimale est de −14,6 °C, atteinte le 7 janvier 1985,,. 
| Mois                                  | jan.             | fév.           | mars          | avril           | mai            | juin           | jui.            | août           | sep.          | oct.            | nov.            | déc.          | année      |
| ------------------------------------- | ---------------- | -------------- | ------------- | --------------- | -------------- | -------------- | --------------- | -------------- | ------------- | --------------- | --------------- | ------------- | ---------- |
| Température minimale moyenne (°C)     | 1,5              | 1,4            | 4,1           | 6,8             | 10,5           | 13,9           | 16,2            | 16,1           | 12,7          | 9,8             | 5,2             | 2,2           | 8,4        |
| Température moyenne (°C)              | 5,8              | 6,4            | 9,8           | 12,6            | 16,6           | 20,6           | 23,2            | 23,1           | 18,8          | 14,8            | 9,5             | 6,3           | 14         |
| Température maximale moyenne (°C)     | 10               | 11,4           | 15,4          | 18,4            | 22,7           | 27,2           | 30,3            | 30,1           | 24,9          | 19,7            | 13,8            | 10,3          | 19,5       |
| Record de froid (°C) date du record   | −14,6 07.01.1985 | −13 11.02.1986 | −8,6 01.03.05 | −2,4 04.04.1984 | 0,7 06.05.1991 | 4,3 04.06.1984 | 8 01.07.1981    | 6,3 30.08.1986 | 3,1 25.09.02  | −2,1 30.10.1997 | −7,9 23.11.1988 | −9,2 16.12.01 | −14,6 1985 |
| Record de chaleur (°C) date du record | 20 28.01.02      | 22,5 03.02.20  | 25,5 09.03.00 | 28,5 29.04.05   | 33,4 24.05.09  | 43,7 28.06.19  | 38,7 22.07.1983 | 38,8 04.08.17  | 33,7 14.09.20 | 30,3 02.10.1997 | 22,4 11.11.1984 | 20,8 31.12.21 | 43,7 2019  |
| Précipitations (mm)                   | 55,6             | 38,1           | 41            | 65              | 63,6           | 42,9           | 33,7            | 40,1           | 87,9          | 89,2            | 97,2            | 55,4          | 709,7      |

| Diagramme climatique                                  |             |           |           |              |              |              |              |              |             |             |             |
| J                                                     | F           | M         | A         | M            | J            | J            | A            | S            | O           | N           | D           |
| 101,555,6                                             | 11,41,438,1 | 15,44,141 | 18,46,865 | 22,710,563,6 | 27,213,942,9 | 30,316,233,7 | 30,116,140,1 | 24,912,787,9 | 19,79,889,2 | 13,85,297,2 | 10,32,255,4 |
| Moyennes : • Temp. maxi et mini °C • Précipitation mm |             |           |           |              |              |              |              |              |             |             |             |

Les paramètres climatiques de la commune ont été estimés pour le milieu du siècle (2041-2070) selon différents scénarios d'émission de gaz à effet de serre à partir des nouvelles projections climatiques de référence DRIAS-2020. Ils sont consultables sur un site dédié publié par Météo-France en novembre 2022.

## Urbanisme

### Typologie
Au 1er janvier 2024, Saint-Saturnin-lès-Apt est catégorisée commune rurale à habitat dispersé, selon la nouvelle grille communale de densité à sept niveaux définie par l'Insee en 2022.
Elle appartient à l'unité urbaine de Saint-Saturnin-lès-Apt, une agglomération intra-départementale regroupant deux  communes, dont elle est ville-centre,,. Par ailleurs la commune fait partie de l'aire d'attraction d'Apt, dont elle est une commune de la couronne,. Cette aire, qui regroupe 18 communes, est catégorisée dans les aires de moins de 50 000 habitants,.

### Occupation des sols
Le tableau ci-dessous présente l'occupation des sols de la commune en 2018, telle qu'elle ressort de la base de données européenne d’occupation biophysique des sols Corine Land Cover (CLC).
| Type d’occupation                                                                   | Pourcentage | Superficie (en hectares) |
| ----------------------------------------------------------------------------------- | ----------- | ------------------------ |
| Tissu urbain discontinu                                                             | 3,6 %       | 273                      |
| Terres arables hors périmètres d'irrigation                                         | 3,4 %       | 260                      |
| Vignobles                                                                           | 7,8 %       | 595                      |
| Vergers et petits fruits                                                            | 3,3 %       | 255                      |
| Oliveraies                                                                          | 3,3 %       | 251                      |
| Systèmes culturaux et parcellaires complexes                                        | 8,8 %       | 676                      |
| Surfaces essentiellement agricoles interrompues par des espaces naturels importants | 3,5 %       | 272                      |
| Forêts de feuillus                                                                  | 30,6 %      | 2349                     |
| Forêts de conifères                                                                 | 4,5 %       | 347                      |
| Forêts mélangées                                                                    | 5,4 %       | 418                      |
| Végétation sclérophylle                                                             | 24,3 %      | 1863                     |
| Forêt et végétation arbustive en mutation                                           | 1,5 %       | 117                      |
| Source : Corine Land Cover                                                          |             |                          |

## Toponymie
Sant Savornin d'Ate en provençal selon la norme classique et Sant Savournin d'At selon la norme mistralienne.
Cité au Xe siècle : Sanctus Saturninus.

## Histoire

### Préhistoire et Antiquité
Perréal
(Podium regalis) Aux temps de l'indépendance gauloise, cette colline était habitée par diverses tribus. Faisait partie des propriétés de st saturnin et classée sur le territoire d'Apt.
Aniane
Les peuplades gauloises se groupèrent vers 330 av. J.-C. au pied de Perreal, quartier Saint-Pierre, et formèrent le village d'Aniane qui fut brûlé par les Sarrasins en 869.
Saint Saturnin
C'est donc en 869 que 12 réfugiés d'Aniane vinrent construire une forteresse sur le rocher et quelques maisons qui prit le nom d'Aniane jusqu'au XIe siècle lors de la consécration de l'église paroissiale à saint Saturnin en 1056.

### Moyen Âge
Fief des Agoult en 1190.
Au XIIe siècle, l’abbaye Saint-André de Villeneuve-lès-Avignon y possède deux églises rurales, Sancti Andreae de Crossaniis ou de Arnavis, et Sancti Martini de Crossanicis, aujourd’hui disparues ou en ruines.
Fief des Puyloubier en 1302. Medulionis de Sancto-Saturnino, viguier d'Arles (1346) puis de Marseille (1348-49), fut chevalier et seigneur de Saint-Saturnin d'Apt. Cet officier était peut-être Medulionis de Sancto-Saturnino, originaire de Villars (baillie de Apt), seigneur de Saint-Saturnin d'Apt qui vendit, en 1354, sa seigneurie de Vilars à Hugues de Sallono pour 4 000 florins d'or. Selon Papon, il fit partie de ces Provençaux qui servirent le duc de Calabre en Campanie, en 1328.
Fief de Guillaume de Luc en 1406.

### Renaissance
Durant la deuxième moitié du XVIIIe siècle, création ou amélioration des routes et chemins.

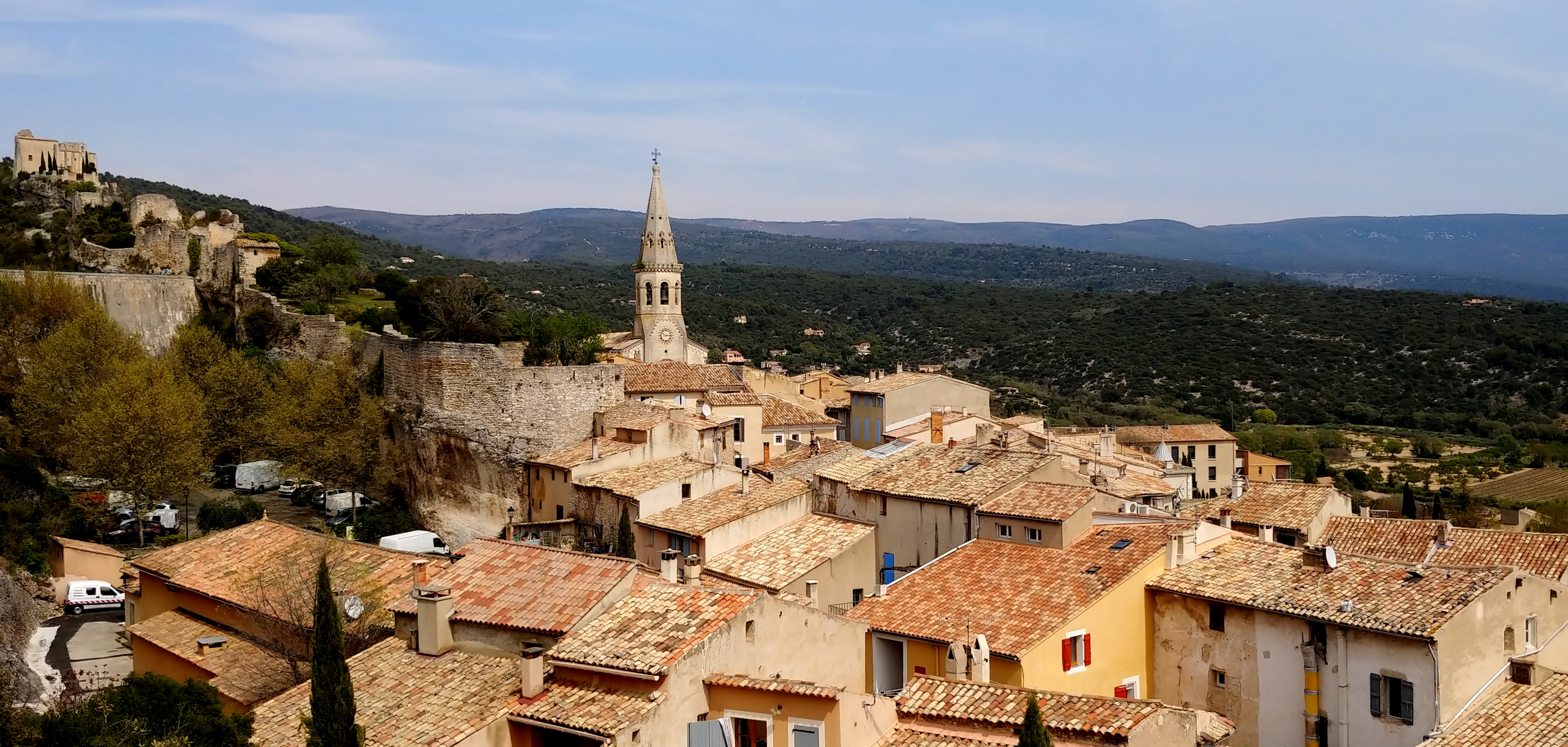
Vue générale

La commune prend le nom de Saint Savournin en 1607 puis, de Saint Saturnin en 1770.

### Période moderne
Le 12 août 1793 fut créé le département de Vaucluse, constitué des districts d'Avignon et de Carpentras, mais aussi de ceux d'Apt et d'Orange, qui appartenaient aux Bouches-du-Rhône, ainsi que du canton de Sault, qui appartenait aux Basses-Alpes.

#### 2ᵉ Guerre mondiale

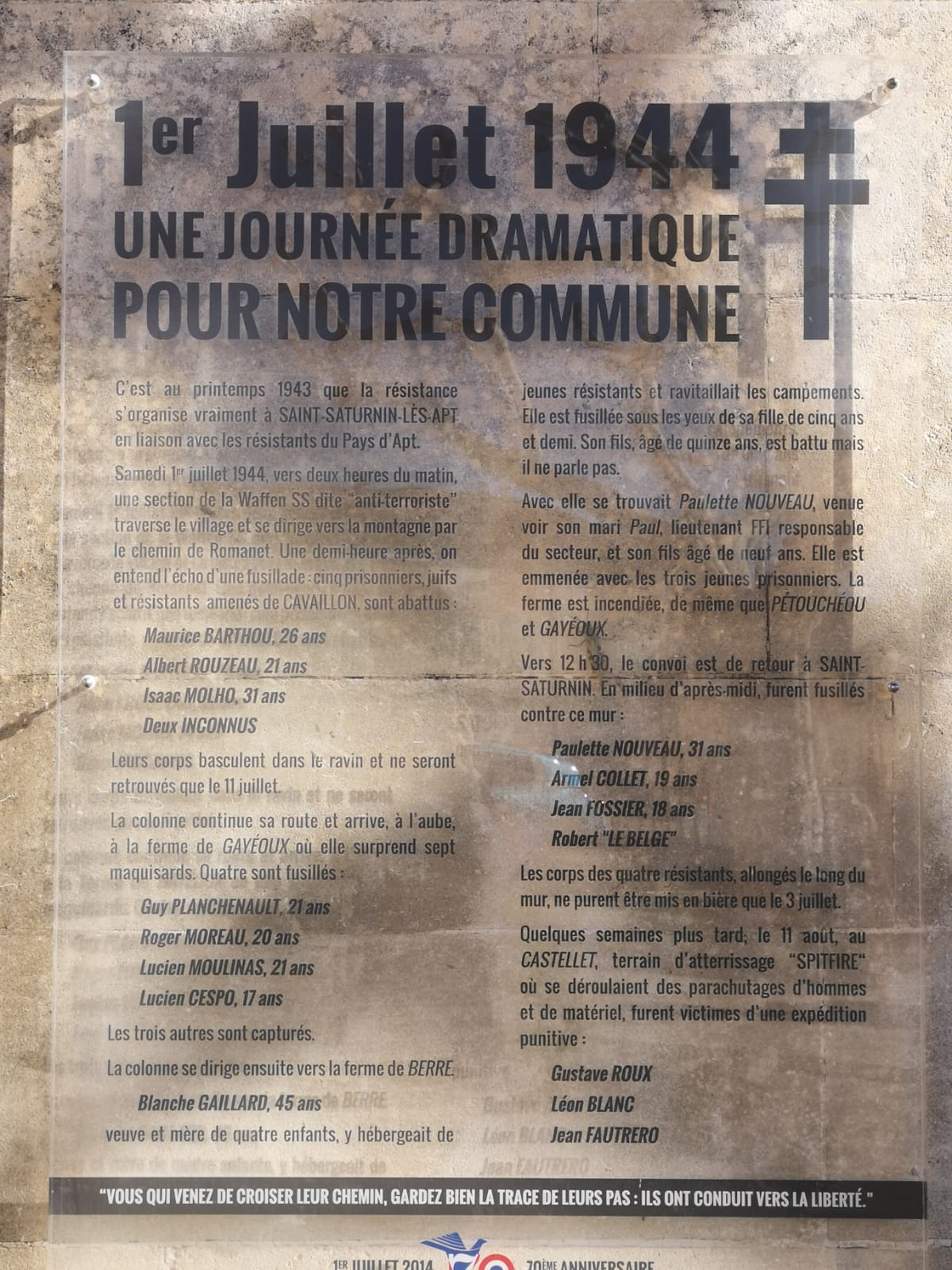
Photo du panneau sur le massacre des résistant(e)s à Saint-Saturnin-les-Apt en juillet 1944. Le panneau se trouve sur le monument de la place Gambetta.

Le 1er juillet 1944, 13 personnes sont fusillées par des soldats de la Waffen SS, dont la résistante Blanche Gaillard, "veuve et mère de quatre enfants, fusillée sous les yeux de sa fille de cinq ans et demi".

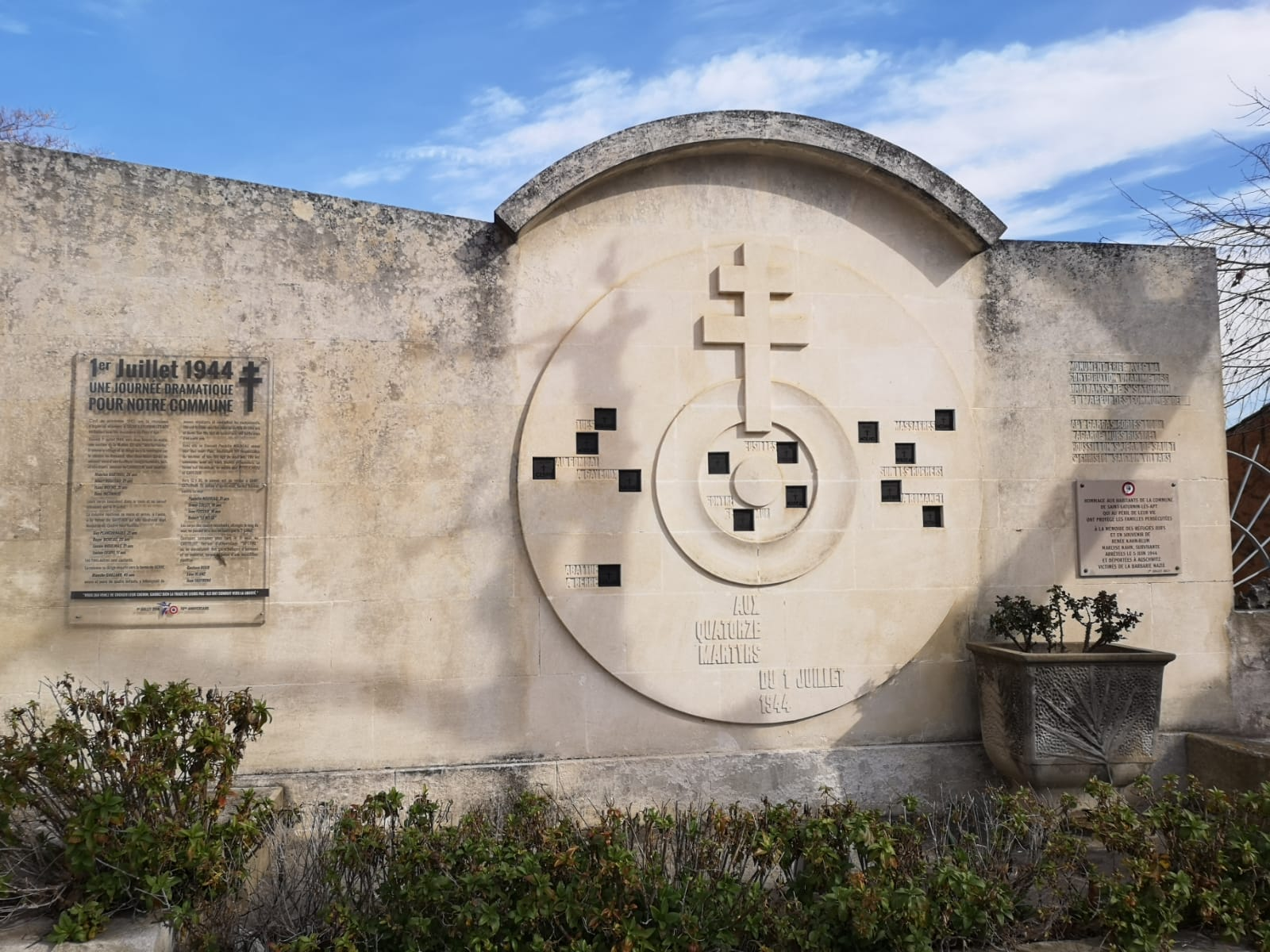
Photo du monument commémoratif de la résistance à Saint-Saturnin-les-Apt, place Gambetta, avec la plaque rappelant les massacres de résistant(e)s en juillet 1944

Le 11 août, ce sont 3 autres hommes qui sont "victimes d'une expédition punitive" et tués par les nazis.

## Politique et administration

### Fiscalité
| Taxe                                                | Part communale | Part intercommunale | Part départementale | Part régionale |
| --------------------------------------------------- | -------------- | ------------------- | ------------------- | -------------- |
| Taxe d'habitation (TH)                              | 6,55 %         | 0,00 %              | 7,34 %              | 0,00 %         |
| Taxe foncière sur les propriétés bâties (TFPB)      | 9,55 %         | 0,00 %              | 10,20 %             | 2,36 %         |
| Taxe foncière sur les propriétés non bâties (TFPNB) | 47,07 %        | 0,00 %              | 28,14 %             | 8,85 %         |
| Taxe professionnelle (TP)                           | 0,00 %         | 22,71 %             | 13,00 %             | 3,84 %         |

La part régionale de la taxe d'habitation n'est pas applicable.
La commune ne touche pas de taxe professionnelle.

## Population et société

### Démographie
L'évolution du nombre d'habitants est connue à travers les recensements de la population effectués dans la commune depuis 1793. Pour les communes de moins de 10 000 habitants, une enquête de recensement portant sur toute la population est réalisée tous les cinq ans, les populations de référence des années intermédiaires étant quant à elles estimées par interpolation ou extrapolation. Pour la commune, le premier recensement exhaustif entrant dans le cadre du nouveau dispositif a été réalisé en 2005.

En 2022, la commune comptait 2 986 habitants, en évolution de +7,95 % par rapport à 2016 (Vaucluse : +1,73 %, France hors Mayotte : +2,11 %).
| 1793  | 1800  | 1806  | 1821  | 1831  | 1836  | 1841  | 1846  | 1851  |
| ----- | ----- | ----- | ----- | ----- | ----- | ----- | ----- | ----- |
| 2 728 | 2 700 | 2 965 | 2 777 | 2 822 | 2 782 | 2 730 | 2 629 | 2 540 |

| 1856  | 1861  | 1866  | 1872  | 1876  | 1881  | 1886  | 1891  | 1896  |
| ----- | ----- | ----- | ----- | ----- | ----- | ----- | ----- | ----- |
| 2 575 | 2 655 | 2 404 | 2 252 | 2 224 | 2 086 | 1 898 | 1 770 | 1 625 |

| 1901  | 1906  | 1911  | 1921  | 1926  | 1931  | 1936  | 1946  | 1954 |
| ----- | ----- | ----- | ----- | ----- | ----- | ----- | ----- | ---- |
| 1 508 | 1 468 | 1 387 | 1 196 | 1 146 | 1 108 | 1 097 | 1 036 | 966  |

| 1962  | 1968  | 1975  | 1982  | 1990  | 1999  | 2005  | 2006  | 2010  |
| ----- | ----- | ----- | ----- | ----- | ----- | ----- | ----- | ----- |
| 1 090 | 1 212 | 1 430 | 1 741 | 2 144 | 2 341 | 2 479 | 2 587 | 2 658 |

| 2015  | 2020  | 2022  | - | - | - | - | - | - |
| ----- | ----- | ----- | - | - | - | - | - | - |
| 2 732 | 2 910 | 2 986 | - | - | - | - | - | - |

### Enseignement
La commune possède une école maternelle et deux écoles primaires publiques, les élèves sont ensuite affectés au collège et au lycée Charles-de-Gaulle d'Apt.

### Sports
La ville possède 250 km de sentiers balisés et une piscine municipale.
Le col de la Liguière est au programme de la 11e étape du Tour de France 2021 entre Sorgues et Malaucène depuis Saint-Saturnin au km 85 avec une longueur de 9,3 km à 6,7 %.

## Économie

### Agriculture

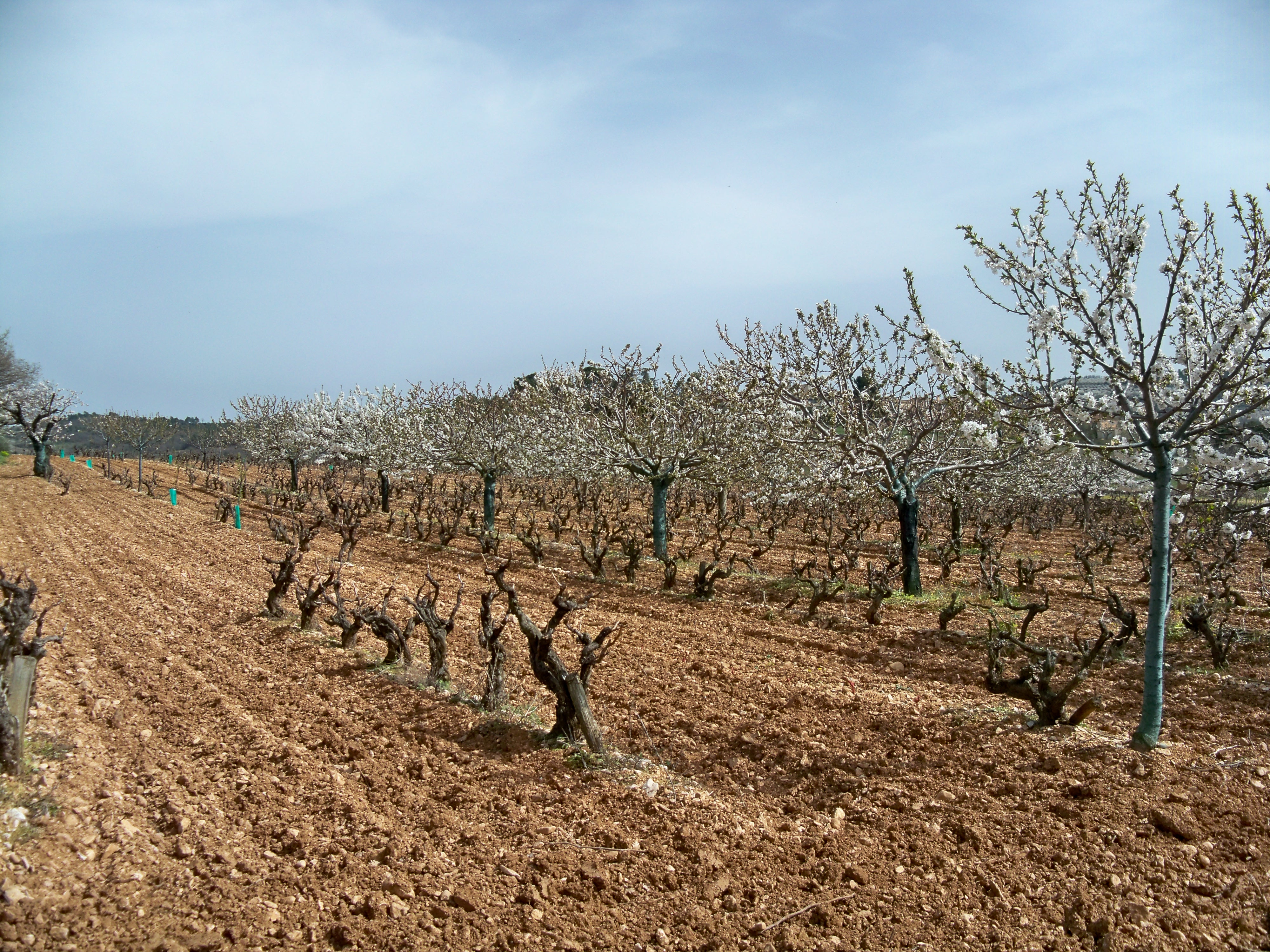
Cerisiers et vignes, près de Saint-Saturnin-lès-Apt.

Vergers de cerisiers, oliviers, vignobles.
La commune produit des vins AOC ventoux. Les vins qui ne sont pas en appellation d'origine contrôlée peuvent revendiquer, après agrément le label vin de pays d'Aigues.

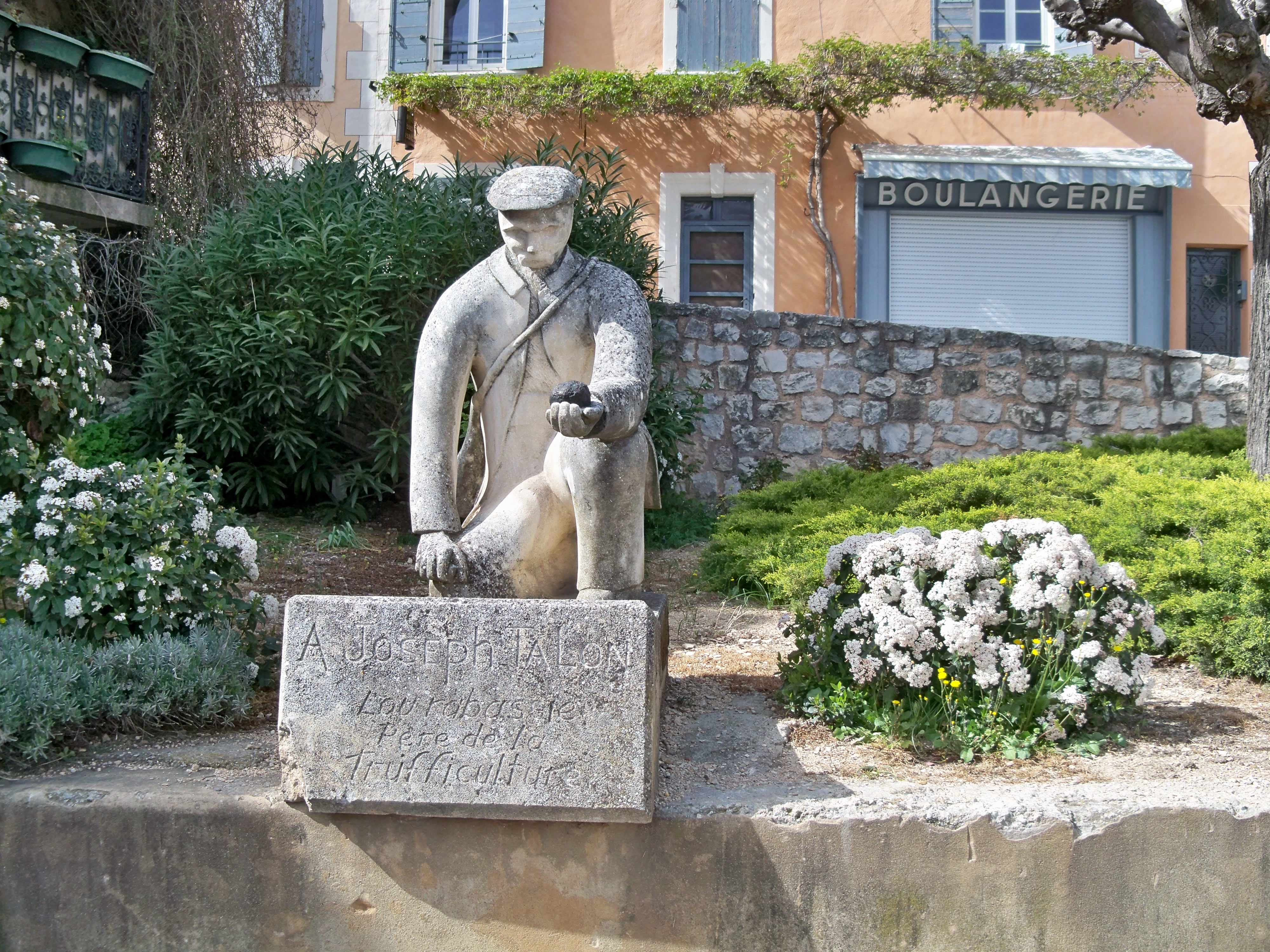
Joseph Talon, statufié à Saint-Saturnin.

Joseph Talon, le père de la trufficulture moderne, avait un principe simple « Si vous voulez récolter des truffes, plantez des glands ». Il prouva la véracité de cette maxime, dès 1810 en utilisant des glands de chênes truffiers. Il eut de nombreux adeptes qui, tout au cours du XIXe siècle, plantèrent des chênes blancs ou verts, mais aussi du frêne, du charme ou du tilleul, arbres avec lesquels la rabasse vit en symbiose. En 1868, le Vaucluse récoltait 380 tonnes de truffes, tant dans le massif du Luberon que dans les monts de Vaucluse ou le mont Ventoux.

### Tourisme
Comme l'ensemble des communes du Luberon, le tourisme joue un rôle, directement ou indirectement, dans l'économie locale.
On peut considérer trois types de tourisme en Luberon :
- Tout d'abord, le tourisme historique et culturel qui s'appuie sur un patrimoine riche des villages perchés ou sur des festivals.
- Ensuite, le tourisme détente qui se traduit par un important développement des chambres d'hôtes, de l'hôtellerie et de la location saisonnière, par une concentration importante de piscines et par des animations comme des marchés provençaux ou des fêtes folkloriques.
- Enfin, le tourisme vert qui profite des nombreux chemins de randonnées et du cadre protégé qu'offre le Luberon et ses environs[33].

## Culture locale et patrimoine

### Lieux et monuments
Malgré les villas récentes qui foisonnent tout autour du village, la partie ancienne a beaucoup de charme avec ses deux moulins à vent du XVIIe siècle, les vestiges de son château médiéval ainsi que trois enceintes fortifiées construites aux XIIIe, XIVe et XVIe siècles, dont il subsiste le portail « Ayguier ».
Plusieurs aiguiers du XIXe siècle (dont un avec impluvium à ciel ouvert) et des cabanes en pierre sèche, aussi appelées bories.
- Église Notre-Dame de Croagnes.
- Église Saint-Étienne de Saint-Saturnin-lès-Apt.
- Château de Bourgane[34],  Inscrit MH (2003), où est mort le magistrat Jean-Pierre-François Ripert de Monclar

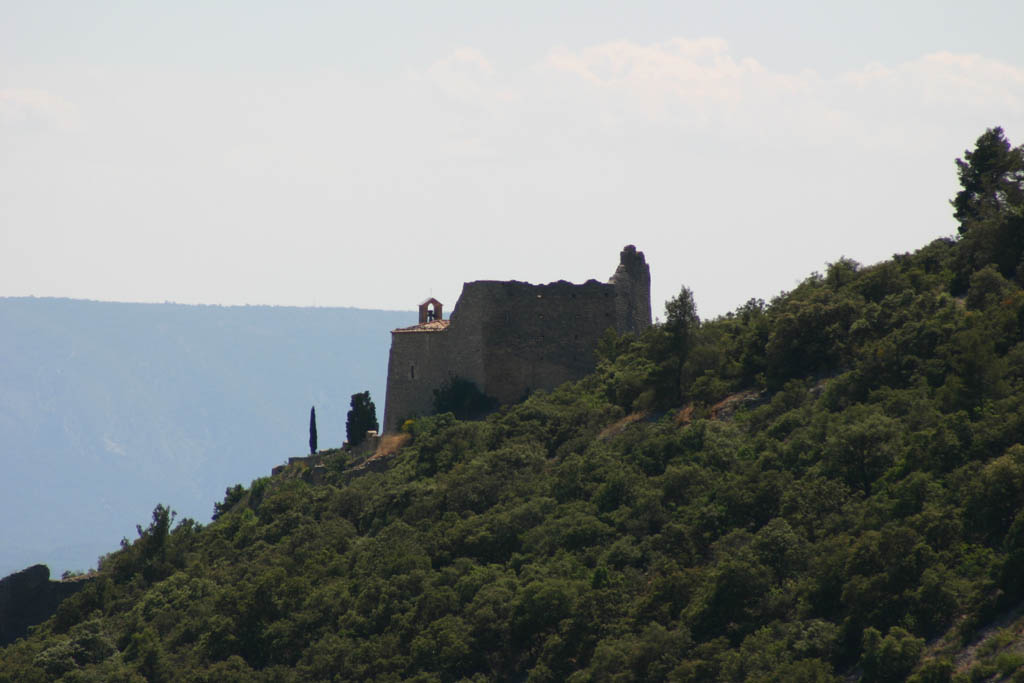
Le château de Saint-Saturnin vu d'en dessus.
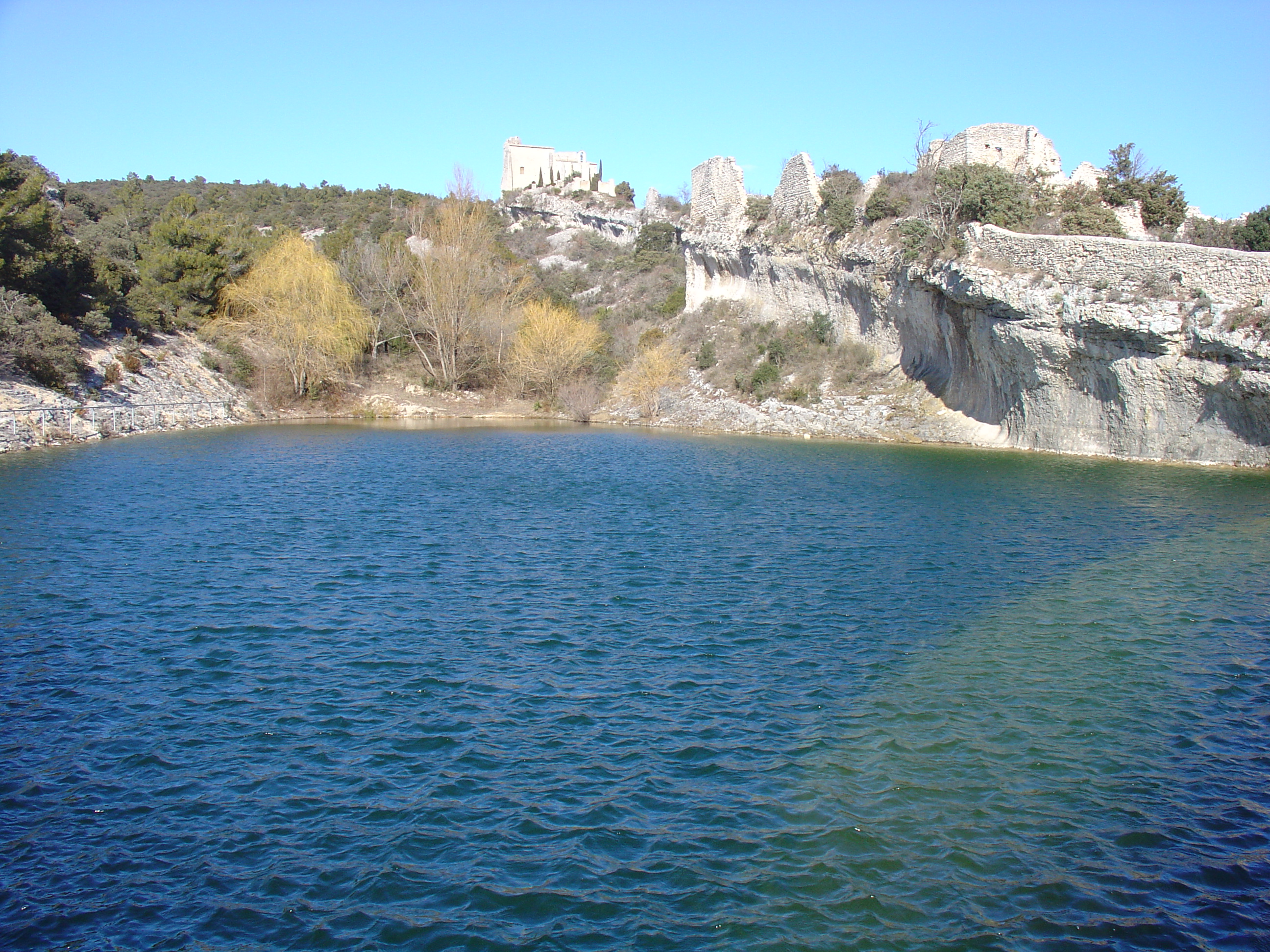
Le barrage de Saint-Saturnin vu depuis le haut de son mur. On devine l'ancien mur du barrage en bas à droite. Au-dessus, le château de Saint-Saturnin ainsi que les vestiges des fortifications.
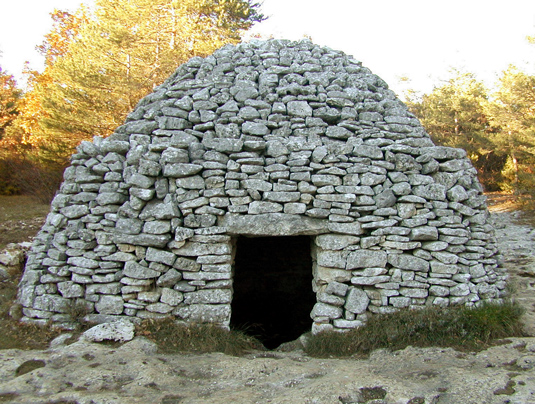
Aiguier de Gayéaux.
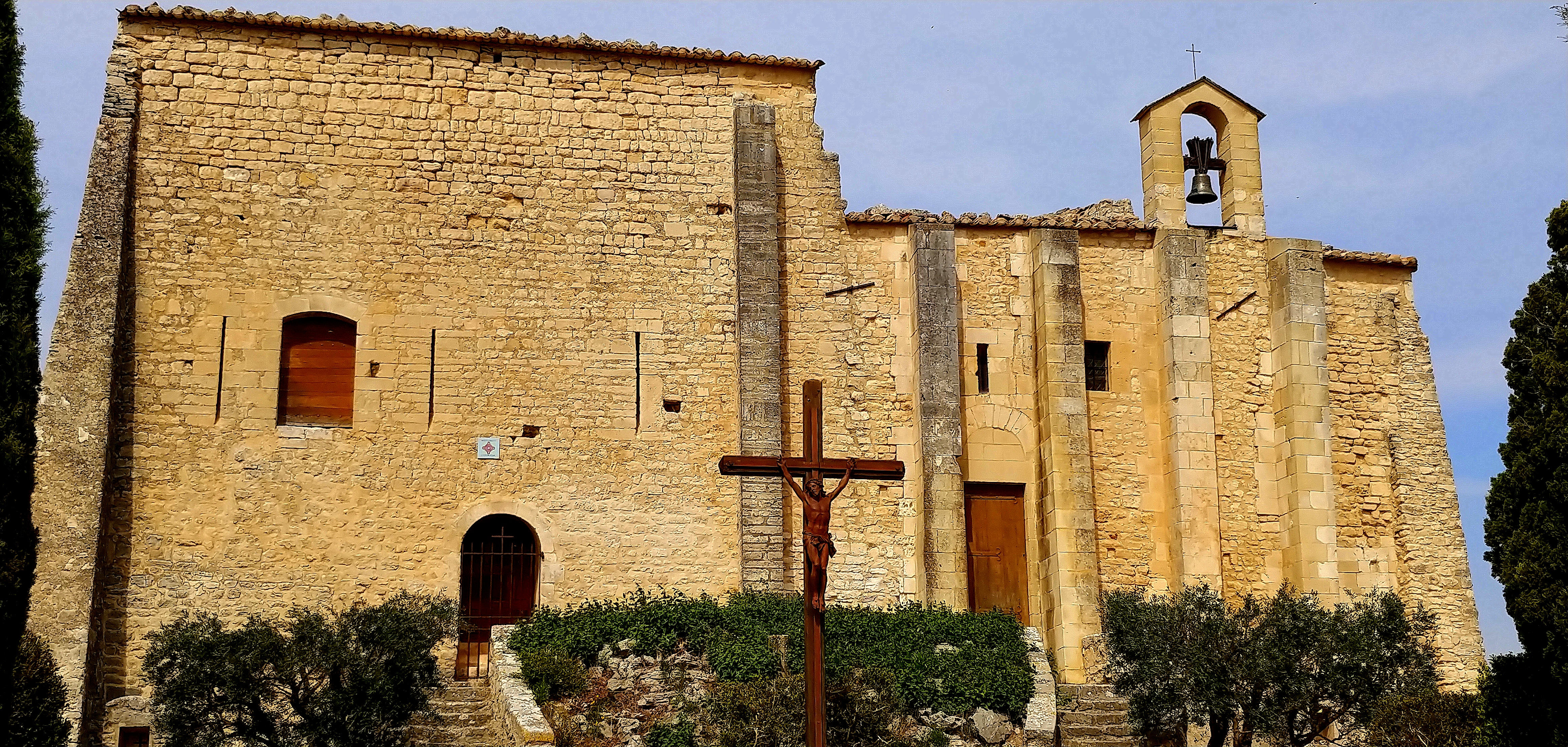
Église haute

### Vie locale
Marché le mardi matin.

### Personnalités liées à la commune
- Michel Field, natif du village.

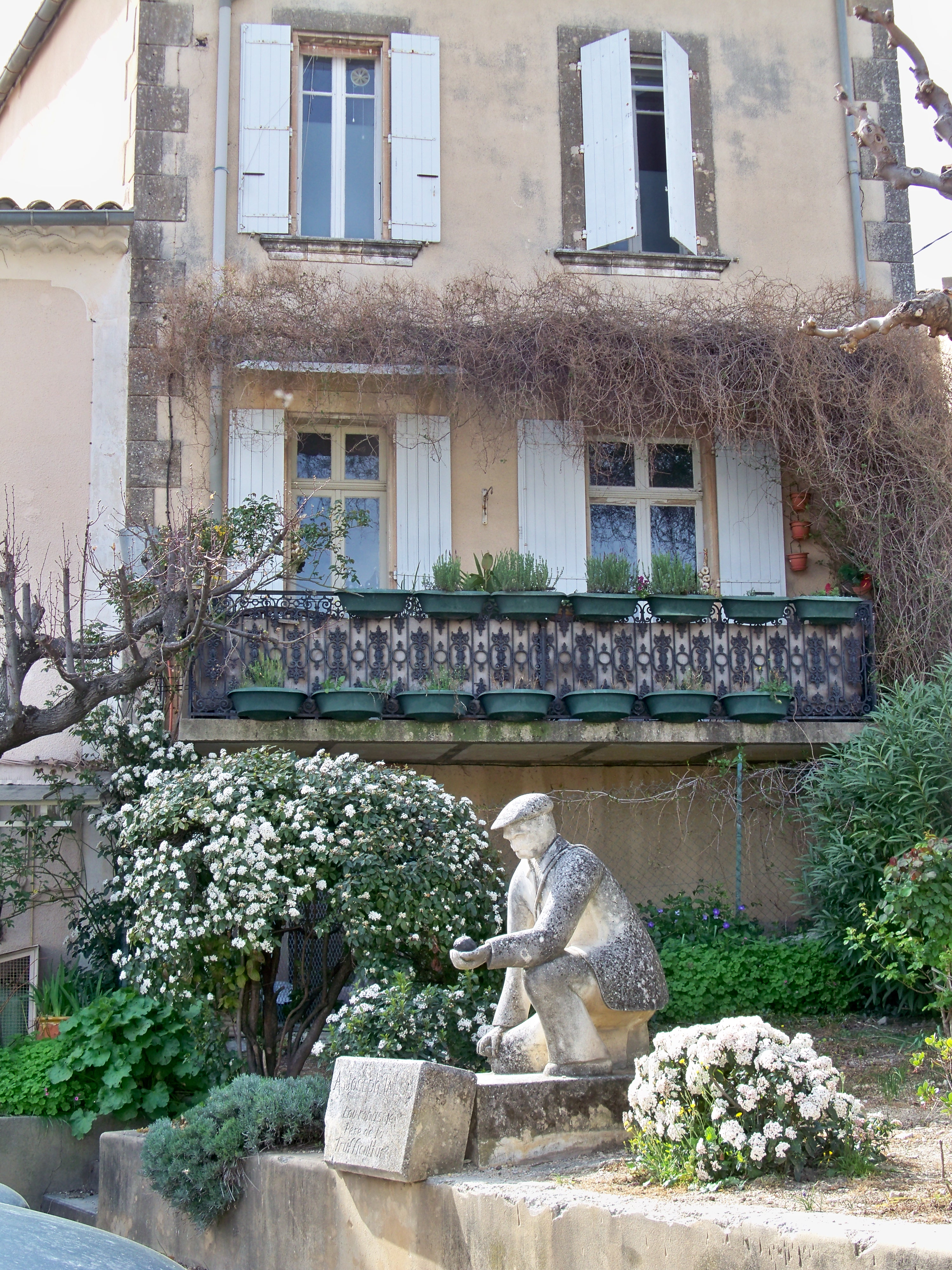
Statue de Joseph Talon.

- Josiane Balasko y possède une maison.
- Henri Denis Mille (1837-1904), général sorti du rang[35] sous la IIIe République.
- Alain De Greef habitait la commune et y est décédé.
- Joseph Talon, rabassié, père de la trufficulture moderne, a une statue à son effigie sur une des places du village.

| Armes de Saint-Saturnin-lès-Apt | Les armes peuvent se blasonner ainsi : De gueules à la vache arrêtée d'or, montrant les deux yeux, accompagnée en chef d'une étoile du même et en pointe d'une croisette d'argent. |